# Le rane del mare
Le rane del mare (The Frogmen) è un film di guerra del 1951 diretto da Lloyd Bacon.

## Trama
John Lawrence, nuovo comandante di un Navy Underwater Demolition Team (un corpo speciale della marina americana creato durante la Seconda guerra mondiale), cerca di guadagnarsi il rispetto degli uomini della sua unità (soprannominati "frogmen", letteralmente "uomini rana"). Gli uomini sono ancora abbattuti per la morte del precedente comandante e non accettano di buon grado l'arrivo di Lawrence.